# روت ازبورن
روت ازبورن (انگلیسی: Ruth Osburn; ۲۴ آوریل ۱۹۱۲ – ۸ ژانویهٔ ۱۹۹۴) ورزشکار دو و میدانی اهل ایالات متحده آمریکا بود.